# Fehér-tavi Halgazdasági Vasút
A Fehér-tavi Halgazdasági Vasút egy kizárólag teherforgalmat bonyolító, Szeged és Sándorfalva közigazgatási területén, az 5-ös főút közelében elhelyezkedő kisvasút, ami a Szegedi Fehér-tó halgazdaságának szállítási igényeit szolgálja ki, 600 milliméter nyomtávolságú vonalon.
A Szegedi Fehér-tó a maga 14 négyzetkilométeres területével Magyarország legnagyobb szikes tava. Szeged város közgyűlése 1930. október 27-én határozta el a Szegedi Halgazdaság létrehozását. A megvalósítás 1931-ben kezdődött, és 1960-ig tartott. 1979-1982 között a gazdaság területét kibővítették. Mivel a tó körüli kisebb területeken nehézkes volt a mozgás, és így a szállítás, az üzemeltető egy keskeny nyomtávú vasút építése mellett döntött a tógazdaság és Sándorfalva között. 
A vasútvonal teljes egészében a halgazdaság területén található, ami 1994 óta a Szegedfish Kft. tulajdona. Amikor 1960-ban átadták a vonalat, az még teljes egészében lóvontatással működött. Az 1980-as nyolcvanas években álltak csak át a dízelüzemre. A kisvasút az időjárástól függően február 15-től december 15-ig közlekedik, ez idő alatt körülbelül 3500 tonna kifogott halat és 1500 tonna takarmányt és egyéb felszereléseket mozgat a két fejállomás között. Naponta átlagosan 2-3 szerelvény egymást váltva, a halak etetését szolgáló takarmányt, illetve a telepítési és lehalászási időszakban a halállomány továbbítását végzi. Emellett az alkalmazottak szállításáról is gondoskodik, valamint minden év november közepén a Fehér-tavi darvadozás keretében egy szombat erejéig utasokat is szállít. 
A fővonal hossza 7,5 km, a hozzátartozó mellékvágányokkal együtt a pálya hosszúsága összesen 11,85 km.

## Járműpark
- 6 darab Ue–28 típusú bányamozdony
- 3 darab LDSM-45A román gyártású bányamozdony
- csillék, pőrekocsik és nyitott személykocsik
- Maximálisan vontatható kocsiszám: Ue–28 mozdonyoknál 8 darab, LDSM-45A mozdonyoknál 10 darab